# 白素稽
白素稽（?—?），唐朝时龟兹王。
姓白姓，白诃黎布失毕的儿子。唐高宗显庆三年（658年），唐朝平定西突厥阿史那贺鲁，擒获龟兹将领羯猎颠，立白素稽为龟兹王，授右骁卫大将军、龟兹都督府都督。同年，唐朝将安西都护府从西州迁到龟兹。上元年间，白素稽派遣使者献上银颇罗、名马。